# هنري غيفار
بابتيست جول هنري جاك غيفار (8 فبراير 1825 - 14 أبريل 1882) كان مهندسًا فرنسيًا. في عام 1852، اخترع حاقن البخار ومنطاد غيفار الذي يعمل بالطاقة.